# Tripterospermum luzonense
Tripterospermum luzonense là một loài thực vật có hoa trong họ Long đởm. Loài này được (Vidal) J. Murata miêu tả khoa học đầu tiên năm 1989.